# 小柳出電気商会
株式会社小柳出電気商会（おやいででんきしょうかい）は東京都文京区に本社を構える産業用電線・オーディオ用電線及び周辺アクセサリの卸売、販売業者。
オリジナルブランドとしてはオーディオアクセサリブランド「OYAIDE」、プロフェッショナル向けオーディオアクセサリブランド「NEO」、など商品展開をしている。

## 概要
1952年に創業。当初はモータトランス用マグネットワイヤーや絶縁材料を中心に取り扱っていたが、後に電線・ケーブル類を中心に取り扱うようになる。秋葉原の総武線の高架下で「オヤイデ電気」の屋号で小売店舗も営業している。
「オヤイデ（oyaide）」ブランドで電源ケーブルやオーディオ機器向けの製品の企画・製造・販売を行うほか、中国のオーディオメーカー「COZOY（コゾイ）」「Zephone（ゼフォン）」、香港のケーブルブランド「Song's Audio（ソングス・オーディオ）」製品などの日本国内の正規代理店でもある。2009年から2018年初頭までは「FiiO（フィーオ）」の日本国内正規代理店だった。

## 沿革
- 1952年（昭和27年10月） - 秋葉原にて、モータトランス用マグネットワイヤー及び、 絶縁材料の販売開始(現在のソフマップ秋葉原総合パソコン館所在地) 。
- 1956年（昭和31年） - 現在地の総武線高架下（千代田区外神田1-4-13）にて営業開始。
- 1961年（昭和36年） - 千代田区外神田に本社社屋完成。
- 1971年（昭和46年4月） - 株式会社設立。 主として電線及び、電設資材の販売を行う。
- 1989年（平成元年4月） - 現在地の文京区湯島に新社屋完成。 同月外神田より湯島へ本社移転。
- 2000年（平成12年） - 「オヤイデ電気」ブランドでオーディオ用製品の販売開始。
- 2004年（平成16年） - アメリカ・アジア各国への「オヤイデ電気」ブランド製品の出荷開始。
- 2006年（平成18年） - ヨーロッパ諸国への「オヤイデ電気」ブランド製品の出荷開始。
- 2008年（平成20年） - プロ・オーディオ向けブランド「NEO」ブランド製品の生産・販売開始。
- 2009年（平成21年） - FiiOの（フィーオ）国内正規代理店として輸入販売を開始。（2018年2月　株式会社エミライに業務移管）[2]
- 2014年（平成26年10月） - 自社開発による精密導体「102 SSC」を発表[3]。